# Giải vô địch bóng đá nữ U-17 châu Âu 2014
Giải vô địch bóng đá nữ U-17 châu Âu 2014 là lần thứ bảy Giải vô địch bóng đá nữ U-17 châu Âu được tổ chức. Anh lần đầu là chủ nhà của giải đấu diễn ra từ 26 tháng 11 tới 8 tháng 12 năm 2013, sau sáu giải đấu đầu tiên đều diễn ra tại Nyon, Thụy Sĩ. Đây cũng là giải đấu đầu tiên có tám đội tham dự, đồng thời đóng vai trò vòng loại Giải vô địch bóng đá nữ U-17 thế giới 2014, diễn ra vào tháng 3 năm 2014. Do giải vô địch thế giới diễn ra sớm hơn mọi năm nên UEFA buộc phải đẩy lịch thi đấu sang cuối năm 2013.

## Vòng loại
Vòng loại gồm hai giai đoạn. Vòng một diễn ra từ 2 tháng 7 đến 11 tháng 8 năm 2013, còn vòng hai từ 20 tháng 9 đến 20 tháng 10 năm 2013. Anh được đặc cách tham dự vòng chung kết, trong khi Pháp, Đức và Tây Ban Nha được đặc cách vào thẳng vòng hai nhờ thứ hạng. Bốn mươi đội còn lại được chia thành mười bảng bốn đội, thi đấu vòng tròn một lượt tại một quốc gia. Các đội nhất, các đội nhì cùng đội thứ ba xuất sắc nhất lọt vào vòng hai, nơi 24 đội được chia thành sáu bảng. Các đội đầu bảng và đội nhì xuất sắc nhất lọt vào vòng chung kết.

### Các đội tham dự
Dưới đây là các đội tham dự vòng chung kết.
- Anh (chủ nhà)
- Tây Ban Nha
- Áo
- Ý
- Pháp
- Scotland
- Đức
- Bồ Đào Nha

## Vòng bảng

Các đội dự vòng chung kết và thành tích thi đấu

Hai đội đầu mỗi bảng lọt vào vòng bán kết.
Giờ thi đấu là GMT (UTC±0).

### Bảng A
| Đội        | Tr | T | H | B | BT | BB | HS | Đ |
| ---------- | -- | - | - | - | -- | -- | -- | - |
| Ý          | 3  | 2 | 0 | 1 | 3  | 1  | +2 | 6 |
| Anh        | 3  | 2 | 0 | 1 | 8  | 3  | +5 | 6 |
| Áo         | 3  | 1 | 1 | 1 | 2  | 2  | 0  | 4 |
| Bồ Đào Nha | 3  | 0 | 1 | 2 | 1  | 8  | −7 | 1 |

| Anh | 0–1      | Ý             |
| --- | -------- | ------------- |
|     | Chi tiết | Cavicchia 74' |

| Áo | 0–0      | Bồ Đào Nha |
| -- | -------- | ---------- |
|    | Chi tiết |            |

| Ý                            | 2–0      | Bồ Đào Nha |
| ---------------------------- | -------- | ---------- |
| Giugliano 7' · Marinelli 76' | Chi tiết |            |

| Anh                       | 2–1      | Áo              |
| ------------------------- | -------- | --------------- |
| Plumptre 27' · Porter 59' | Chi tiết | Wasserbauer 15' |

| Bồ Đào Nha          | 1–6      | Anh                                                                                |
| ------------------- | -------- | ---------------------------------------------------------------------------------- |
| Leandra Pereira 40' | Chi tiết | Rouse 10' · Clarke 33' · Primus 35' · Kelly 52' · Hassall 57' (ph.đ.) · Porter 65' |

| Ý | 0–1      | Áo        |
| - | -------- | --------- |
|   | Chi tiết | Dunst 36' |

### Bảng B
| Đội         | Tr | T | H | B | BT | BB | HS | Đ |
| ----------- | -- | - | - | - | -- | -- | -- | - |
| Tây Ban Nha | 3  | 2 | 1 | 0 | 6  | 0  | +6 | 7 |
| Đức         | 3  | 2 | 0 | 1 | 8  | 6  | +2 | 6 |
| Pháp        | 3  | 1 | 0 | 2 | 1  | 6  | −5 | 3 |
| Scotland    | 3  | 0 | 1 | 2 | 2  | 5  | −3 | 1 |

| Đức                            | 4–2      | Scotland               |
| ------------------------------ | -------- | ---------------------- |
| Meier 9' · Sehan 12', 35', 77' | Chi tiết | Howat 60' · Walker 68' |

| Pháp | 0–2      | Tây Ban Nha                   |
| ---- | -------- | ----------------------------- |
|      | Chi tiết | García Boa 31' · Guijarro 53' |

| Đức                                                | 4–0      | Pháp |
| -------------------------------------------------- | -------- | ---- |
| Sehan 4' · Ehegötz 26' · Walkling 42' · Specht 71' | Chi tiết |      |

| Scotland | 0–0      | Tây Ban Nha |
| -------- | -------- | ----------- |
|          | Chi tiết |             |

| Tây Ban Nha                         | 4–0      | Đức |
| ----------------------------------- | -------- | --- |
| Sánchez 13', 60' · Bonmati 71', 74' | Chi tiết |     |

| Scotland | 0–1      | Pháp          |
| -------- | -------- | ------------- |
|          | Chi tiết | Marichaud 62' |

## Vòng đấu loại trực tiếp
Trong vòng đấu loại trực tiếp, loạt sút luân lưu được sử dụng để giải quyết thắng thua (không đá hiệp phụ).
|  | Bán kết                                 | Bán kết     |                                    |       | Chung kết | Chung kết |
|  |                                         |             |                                    |       |           |           |
|  | 5 tháng 12 năm 2013 – Chesterfield      |             |                                    |       |           |           |
|  |                                         |             |                                    |       |           |           |
|  | Ý                                       | 0           |                                    |       |           |           |
|  | Ý                                       | 0           | 8 tháng 12 năm 2013 – Chesterfield |       |           |           |
|  | Đức                                     | 1           |                                    |       |           |           |
|  | Đức                                     | 1           | Đức                                | 1 (3) |           |           |
|  | 5 tháng 12 năm 2013 – Burton upon Trent |             | Đức                                | 1 (3) |           |           |
|  |                                         | Tây Ban Nha | 1 (1)                              |       |           |           |
|  | Tây Ban Nha                             | Tây Ban Nha | 1 (1)                              | 3     |           |           |
|  | Tây Ban Nha                             |             |                                    | 3     |           |           |
|  | Anh                                     | 0           |                                    |       |           |           |
|  | Anh                                     | 0           | Tranh hạng ba                      |       |           |           |
|  |                                         |             |                                    |       |           |           |
|  | 8 tháng 12 năm 2013 – Burton upon Trent |             |                                    |       |           |           |
|  |                                         |             |                                    |       |           |           |
|  | Ý                                       | 0 (4)       |                                    |       |           |           |
|  | Ý                                       | 0 (4)       |                                    |       |           |           |
|  | Anh                                     | 0 (3)       |                                    |       |           |           |

### Bán kết
| Ý | 0–1      | Đức          |
| - | -------- | ------------ |
|   | Chi tiết | Walkling 15' |

| Tây Ban Nha                       | 3–0      | Anh |
| --------------------------------- | -------- | --- |
| Sánchez 16', 79' · P. Garrote 55' | Chi tiết |     |

### Tranh hạng ba
| Ý                                                   | 0–0      | Anh                                           |
| --------------------------------------------------- | -------- | --------------------------------------------- |
|                                                     | Chi tiết |                                               |
| Loạt sút luân lưu                                   |          |                                               |
| Boattin · Giugliano · Marinelli · Durante · Vergani | 4–3      | Hassall · Williamson · Kelly · McHugh · Walsh |

### Chung kết
| Đức                            | 1–1      | Tây Ban Nha                                 |
| ------------------------------ | -------- | ------------------------------------------- |
| Hartig 76'                     | Chi tiết | Guijarro 9'                                 |
| Loạt sút luân lưu              |          |                                             |
| Meier · Sehan · Widak · Hartig | 3–1      | Guijarro · García Boa · García · P. Garrote |

| Vô địch Giải vô địch bóng đá nữ U-17 châu Âu 2014 |
| ------------------------------------------------- |
| · Đức · Lần thứ tư                                |

## Cầu thủ ghi bàn
4 bàn
- Jasmin Sehan
- Andrea Sánchez

2 bàn
| - Lucy Porter | - Ricarda Walkling | - Aitana Bonmati |

1 bàn
- Evie Clarke
- Alice Hassall
- Chloe Kelly
- Ashleigh Plumptre
- Atlanta Primus
- Mollie Rouse
- Barbara Dunst
- Nina Wasserbauer
- Leandra Pereira
- Nina Ehegötz
- Saskia Meier
- Michaela Specht
- Julie Marichaud
- Kirsty Howat
- Alyshia Walker
- Mireya García Boa
- Pilar Garrote
- Patricia Guijarro
- Federica Cavicchia
- Manuela Giugliano
- Gloria Marinelli